# Bartolomé de la Cueva de Albuquerque
Bartolomé de la Cueva de Albuquerque, španski rimskokatoliški duhovnik, škof in kardinal, * 23. april 1499, Cuéllar, Španija, † 29. junij 1562, Rim, Italija.

## Življenjepis
19. decembra 1544 je bil povzdignjen v kardinala.
12. septembra 1548 je bil imenovan za apostolskega administratorja Avellina; 8. junija 1549 je prejel škofovsko posvečenje.
13. septembra 1560 je bil imenovan za nadškofa Manfredonie.